# Castell Martinuzzi

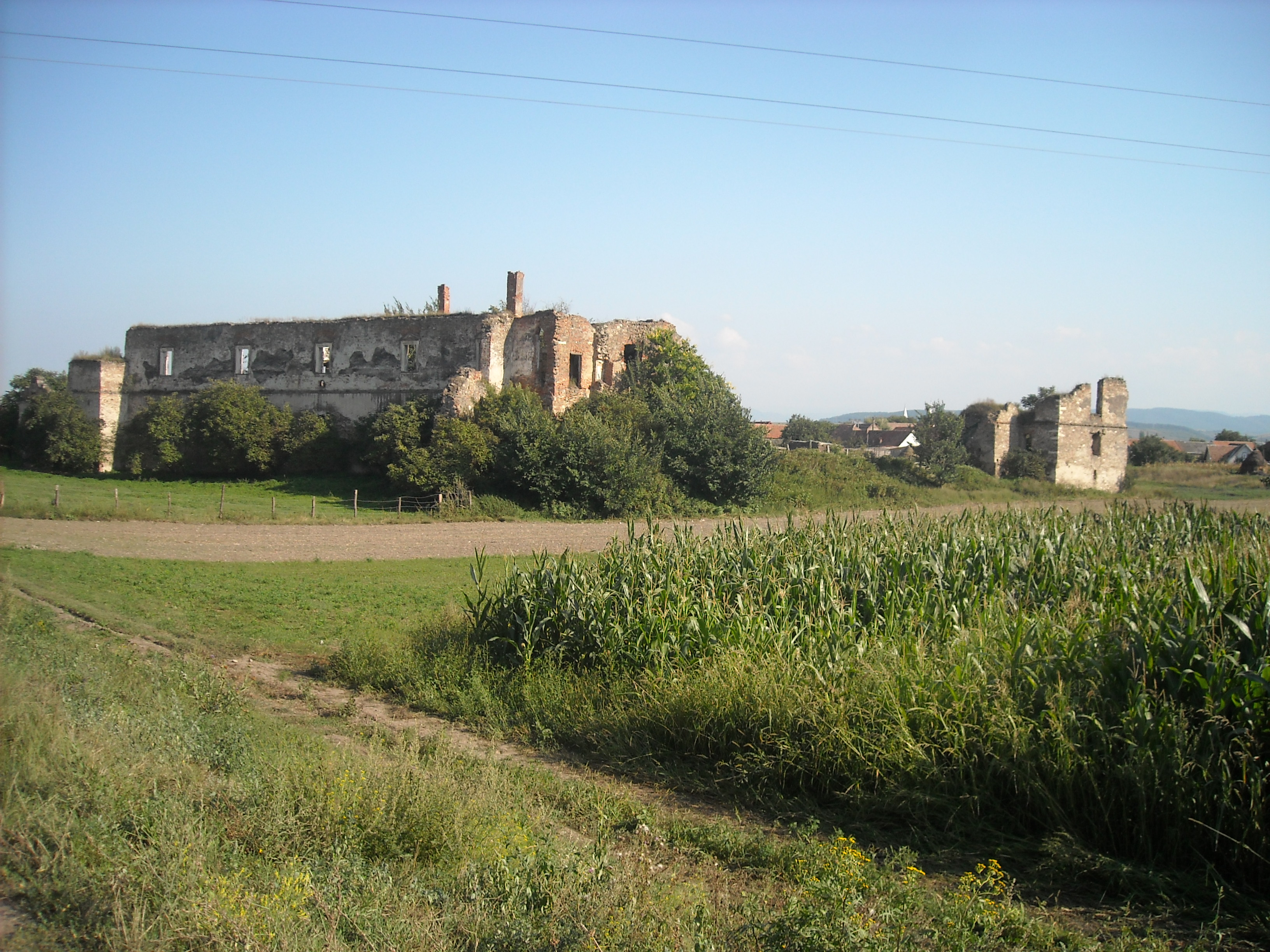
Ruïnes del castell Martinuzzi

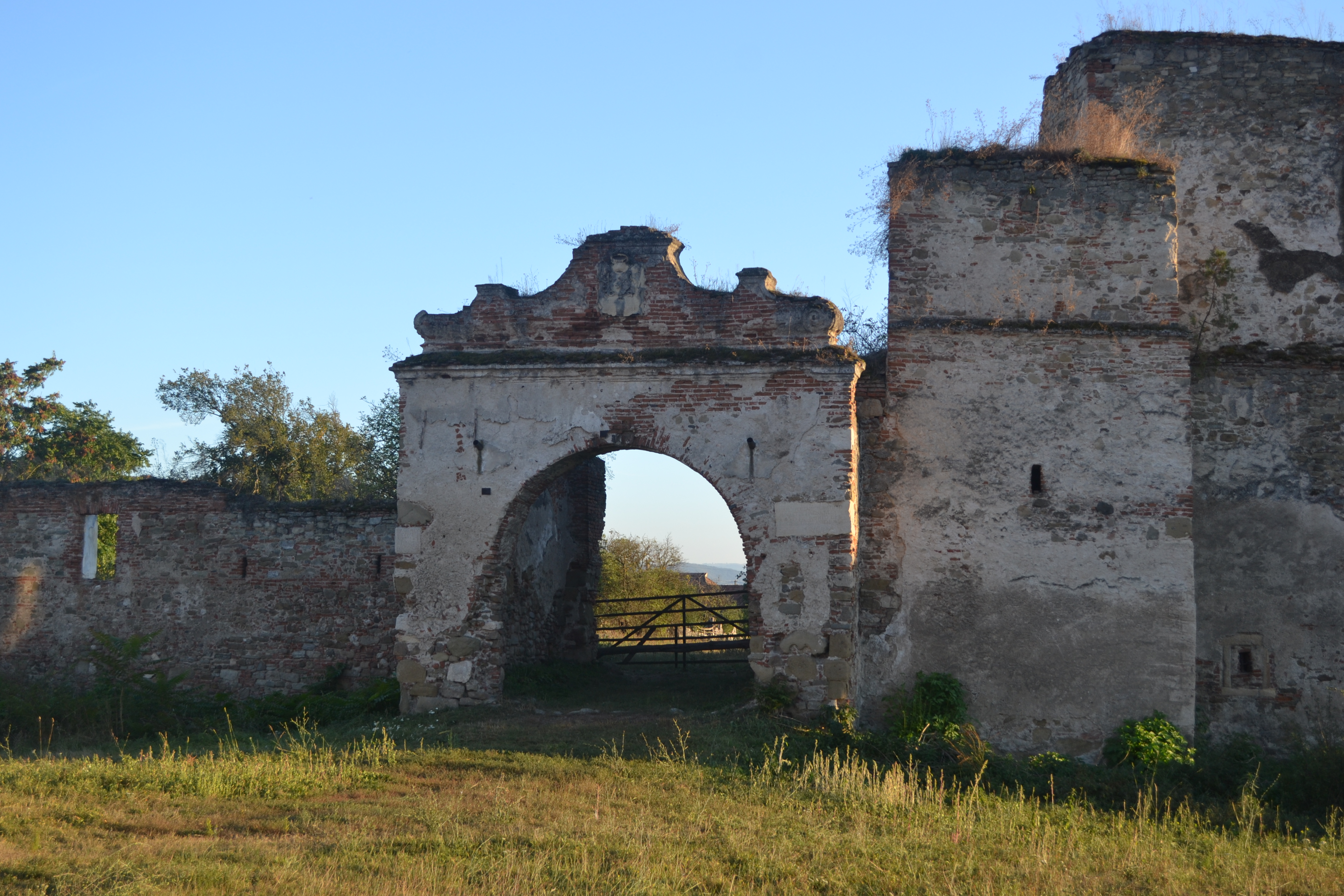
Castell de Martinuzzi

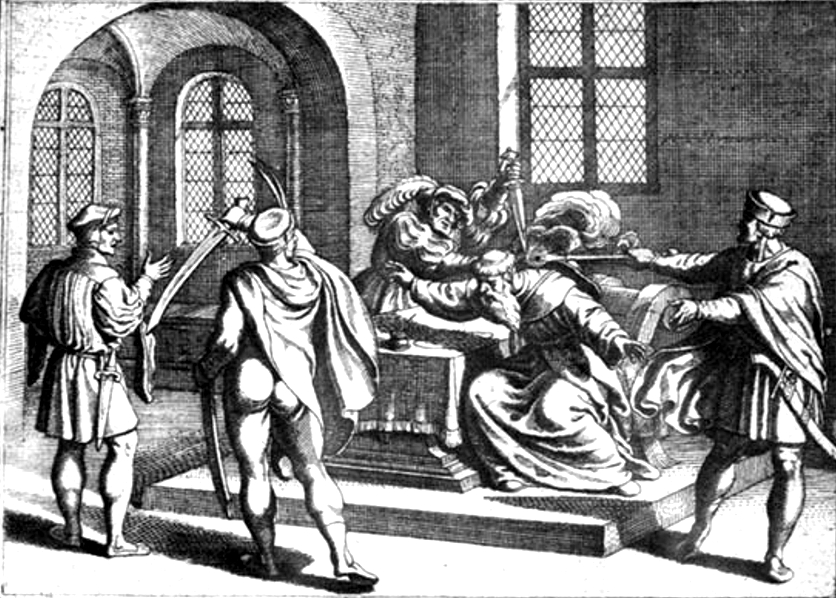
George Martinuzzi va ser assassinat pel general Castaldo a les muralles del castell el desembre de 1551

El Castell Martinuzzi, també conegut com Castell Alvinc, és un castell medieval a Vințu de Jos, a Transsilvània (Romania). La fortalesa va ser una de les obres més antigues i influents de l'estil renaixentista italià a Transsilvània. Les seves ruïnes es classifiquen com a patrimoni nacional, identificat com a AB-II-mB-00394 al Registre nacional de monuments històrics de Romania.

## Història

### Esdeveniments destacats
La nit del 16 al 17 de desembre de 1551 George Martinuzzi va ser assassinat dins les muralles del castell pel general Giovanni Battista Castaldo. El 9 de maig de 1595 Aaron el Tirà va ser empresonat i posteriorment enverinat aquí.
El 1601, els arquitectes italians Simone i Fulvio Genga van ser acusats d'intriga política i assassinats a les masmorres del castell pel general Basta. El 1680, el metropolità Sava Brancović va ser empresonat per Miquel I Apafi als calabossos del castell.
Entre 1658 i 1661 la fortalesa fou danyada pels atacs otomans i tàtars. El 1715 el castell era propietat de l'església catòlica romana de Transsilvània, que funcionava com a residència d'estiu episcopal. El 1792, ocupada per Ignác Batthyány, la propietat es va incendiar i posteriorment es va reparar.
Durant el govern comunista de Romania, el castell va continuar deteriorant-se, ja que es va utilitzar com a magatzem industrial, graner i com a planta de processament de carn. Les parts del nord de l'estructura es van esfondrar el 1981. Després de la Revolució romanesa de 1989, el castell va ser abandonat i les ruïnes s'enfronten a un col·lapse imminent.

## Mitologia
La tradició oral suggereix que Castaldo va assassinar Martinuzzi en un intent de recuperar un estoc de monedes antigues, que es rumorejava que el cardenal havia adquirit al pescador local i que es trobava amagat al castell.